# SKK (企業)
株式会社SKK（エスケーケー、登記上の商号:株式会社エス・ケー・ケー）は、高知県高知市にある、全旋回式舶用クレーンをはじめとする特殊クレーンを製造・販売するメーカーである。

## 沿革
- 1956年8月 - 四国建機株式会社設立。
- 1996年10月 - 商号を株式会社エス・ケー・ケーに変更。

## 所在地
- 本社 - 高知県高知市
- 多度津工場 -香川県仲多度郡多度津町